# 尼娜·利沃芙娜·赫鲁晓娃
尼娜·利沃芙娜·赫鲁晓娃（羅馬化：Nina L'vovna Khrushcheva；1964年10月30日—），俄罗斯裔美国学者，是新学院国际关系研究生课程（Graduate Program in International Affairs, The New School）的媒体与文化教授，纽约世界政策研究所（World Policy Institute）高级研究员，“俄罗斯计划”主任。2002年至2004年，她曾是哥伦比亚大学国际关系与公共事务学院的兼职助理教授。

## 家庭
她是前苏联领导人赫鲁晓夫的孙女，1987年毕业于莫斯科国立大学，获语言学硕士学位，辅修英语与意大利语。1998年于普林斯顿大学获得比较文学博士学位。